# Václav Svěrkoš
Václav Svěrkoš (Třinec, República Checa, 1 de noviembre de 1983) es un exfutbolista checo. Jugaba de delantero y su primer y último equipo fue el FC Baník Ostrava.

## Biografía
Svěrkoš empezó jugando en el FC Baník Ostrava. Con este equipo juega dos temporadas en las que disupta 26 partidos de liga y marca 14 goles.
En 2003 se va a Alemania, al Borussia Mönchengladbach, equipo con el que juega dos temporadas. En 2005 juega durante un año en el Hertha de Berlín, para luego volver al Borussia Mönchengladbach.
En 2007 ficha por el FK Austria Viena, equipo con el que gana una Copa de Austria, y poco después regresa a su país natal para jugar en el que fuera su primer equipo, el FC Baník Ostrava.

## Selección nacional
Ha sido internacional con la selección de fútbol de la República Checa en 11 ocasiones y ha anatado 3 goles.
Su debut con la selección se produjo en la Eurocopa de Austria y Suiza de 2008. Allí, en el partido inaugural (7 de junio) marcó el primer gol del certamen, en el minuto 70 contra Suiza, siendo también su primer tanto con la selección absoluta de su país.

## Clubes
| Club                     | País            | Año       |
| ------------------------ | --------------- | --------- |
| FC Baník Ostrava         | República Checa | 2001-2003 |
| Borussia Mönchengladbach | Alemania        | 2003-2005 |
| Hertha de Berlín         | Alemania        | 2005-2006 |
| Borussia Mönchengladbach | Alemania        | 2006      |
| FK Austria Viena         | Austria         | 2007      |
| FC Baník Ostrava         | República Checa | 2007-2008 |
| FC Sochaux               | Francia         | 2009-2011 |
| Panionios GSS            | Grecia          | 2011      |
| FC Baník Ostrava         | República Checa | 2011-2014 |

## Palmarés

### Campeonatos nacionales
| Título          | Club             | País    | Año  |
| --------------- | ---------------- | ------- | ---- |
| Copa de Austria | FK Austria Viena | Austria | 2007 |